# Drie vrouwen in de kerk
Drie vrouwen in de kerk (Duits: Drei Frauen in der Kirche) is een schilderij in realistische stijl van Wilhelm Leibl. Het is tussen 1878 en 1882 gemaakt in de Heilig Kruiskerk in Berbling, een wijk van Bad Aibling in Beieren. Sinds 1906 maakt het deel uit van de collectie van de Hamburger Kunsthalle.

## Voorstelling
Op het schilderij zijn drie boerinnen van verschillende leeftijden in de klederdracht van Miesbach te zien, zittend op een kerkbank, terwijl ze bidden en lezen. De vrouwen die door Leibl ingehuurd waren, zaten gedurende een periode van drie jaar model voor de langzaam werkende schilder. De jonge meid Anna Staber, rechts op het schilderij in haar zondagse kleren, was te ziek om op het land te werken en werd daarom gekozen. Doordat het in de plattelandskerk erg donker was, had Leibl moeite om de details van de kleding en het kerkinterieur zorgvuldig weer te geven. Hij bereikte niettemin een groot realisme, zelfs de tekst in het kerkboek van de oude vrouw en het stof op de kerkbanken zijn nauwkeurig weergegeven. Dat de tekst in het boek van de jonge vrouw niet zo duidelijk is, kan symbool staan voor haar afdwalende gedachten. Uit de gelaatstrekken van alle drie de vrouwen spreekt hun diepe gelovigheid.  
In een brief aan zijn moeder, gedateerd op 26 oktober 1878, beschreef Leibl zijn schilderij als volgt: “Ik schilder een jonge vrouw en twee oude vrouwen die bij de biechtstoel zitten en diep in gebed zijn. Iedereen draagt de kleding van de bergen (de klederdracht van Miesbach), die erg mooi is, vooral voor de jongste. Ik kan niet begrijpen waarom niemand deze mensen heeft geschilderd. Wat ik tot nu toe heb afgemaakt, heeft ontzettend veel werk gekost, maar volgens degenen die het hebben gezien is dit het beste van mijn werk tot nu toe." Leibl had grote bewondering voor de Hollandse meesters en Hans Holbein de Jonge. De Darmstadt-madonna van Holbein was een belangrijke voorbeeld voor dit schilderij.
De compositie en de levensechte weergave maakten indruk op Leibls tijdgenoten. Onder meer Vincent van Gogh prees het schilderij van de toen 38-jarige kunstenaar. In 1882 werd het tentoongesteld op de eerste internationale kunsttentoonstelling in het Künstlerhaus in Wenen. De schrijver en criticus Hermann Bahr merkte daarbij op: “een waar meesterwerk van gezond, krachtig realisme, vrij van overdrijving”.

## Herkomst
De schilder verkocht het schilderij in 1883 voor 43.000 mark aan de familie Schön in Worms. In 1884 werd het tentoongesteld in Wenen, Parijs en Londen. Het bevindt zich sinds 1906 in de Hamburger Kunsthalle. De kerkbanken in rococostijl en een kopie van het schilderij bevinden zich nog altijd in de kerk.

## Afbeeldingen

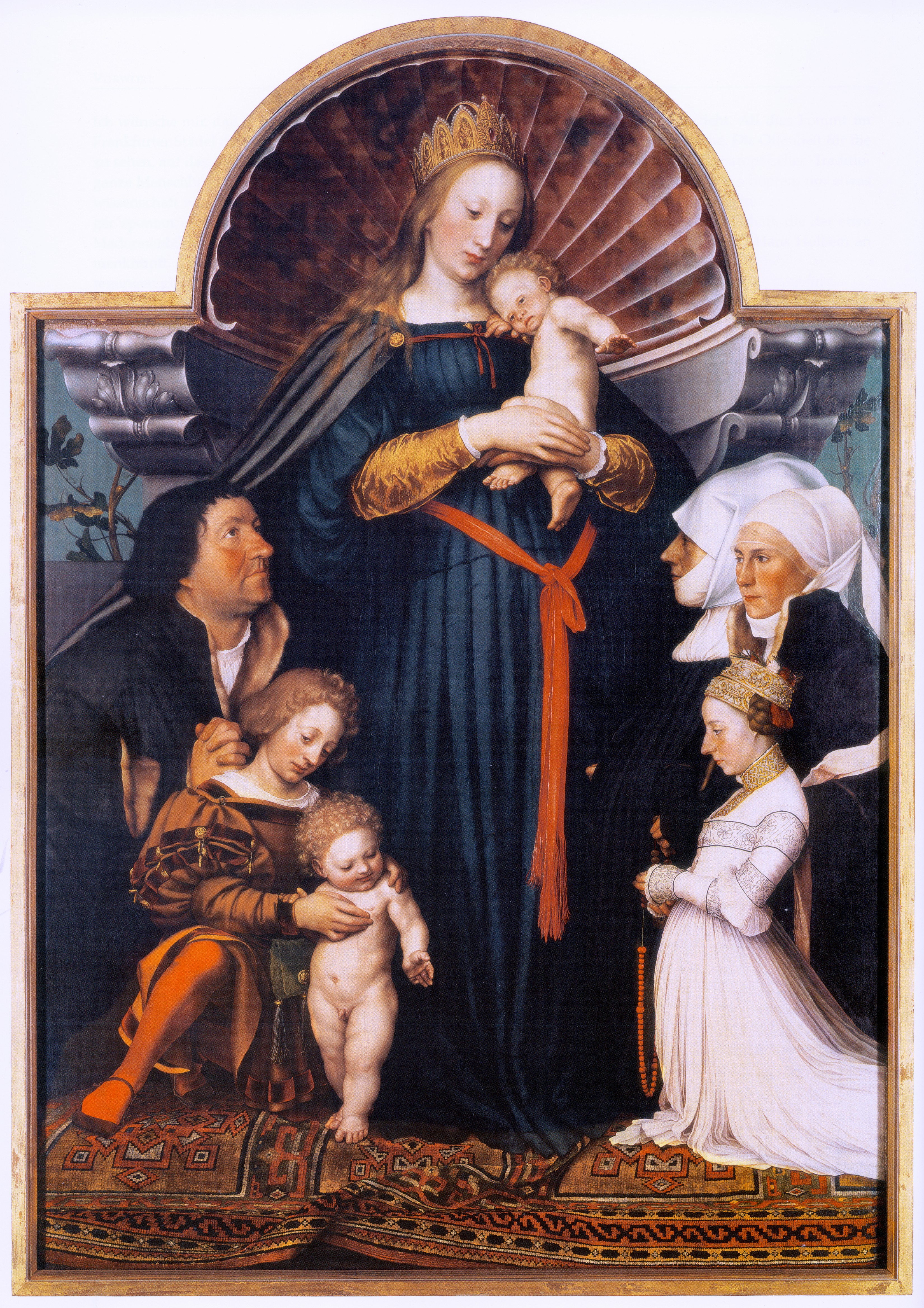
Darmstadt-madonna - Holbein
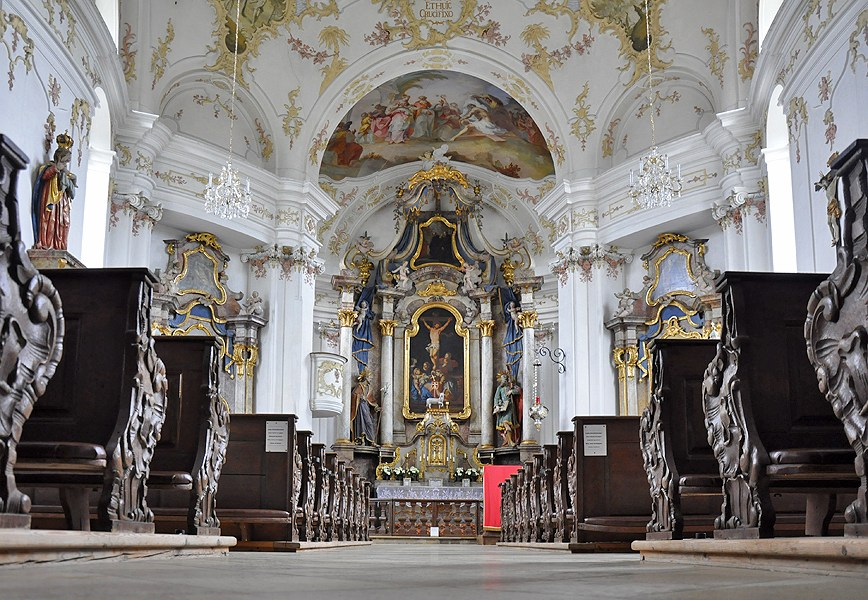
Interieur van de Heilig-Kreuz-Kirche (Berbling)